# Европско првенство у атлетици у дворани 2013 — троскок за мушкарце
Такмичење у троскоку у мушкој конкуренцији на Европском првенству у атлетици у дворани 2013. у Гетеборгу је одржано 1. и 2. марта, у спортској дворани Скандинавијум.
Титулу освојену 2011. у Паризу, није бранио Теди Тамго из Француске.

## Земље учеснице
Учествовала су 22 такмичара из 14 земаља.
| - Белорусија (1) - Бугарска (2) - Француска (3) - Грузија (1) - Грчка (1) | - Израел (1) - Италија (2) - Литванија (1) - Молдавија (1) - Холандија (1) | - Русија (2) - Румунија (1) - Шпанија (2) - Украјина (3) |

## Рекорди
| Рекорди пре почетка Европског првенства 2013. | Рекорди пре почетка Европског првенства 2013. | Рекорди пре почетка Европског првенства 2013. | Рекорди пре почетка Европског првенства 2013. | Рекорди пре почетка Европског првенства 2013. | Рекорди пре почетка Европског првенства 2013. |
| --------------------------------------------- | --------------------------------------------- | --------------------------------------------- | --------------------------------------------- | --------------------------------------------- | --------------------------------------------- |
| Светски рекорд                                | Теди Тамго                                    | Француска                                     | 17,92                                         | Париз, Француска                              | 6. март 2011.                                 |
| Европски рекорд                               | Теди Тамго                                    | Француска                                     | 17,92                                         | Париз, Француска                              | 6. март 2011.                                 |
| Рекорди европских првенстава                  | Теди Тамго                                    | Француска                                     | 17,92                                         | Париз, Француска                              | 6. март 2011.                                 |
| Најбољи светски резултат сезоне у дворани     | Маријан Опреа                                 | Румунија                                      | 17,17                                         | Букурешт, Румунија                            | 25. јануар 2013.                              |
| Најбољи европски резултат сезоне у дворани    | Маријан Опреа                                 | Румунија                                      | 17,17                                         | Букурешт, Румунија                            | 25. јануар 2013.                              |
| Рекорди после Европског првенства 2013.       |                                               |                                               |                                               |                                               |                                               |
| Најбољи светски резултат сезоне у дворани     | Данијеле Греко                                | Италија                                       | 17,70                                         | Гетеборг, Шведска                             | 2. март 2013.                                 |
| Најбољи европски резултат сезоне у дворани    | Данијеле Греко                                | Италија                                       | 17,70                                         | Гетеборг, Шведска                             | 2. март 2013.                                 |

### Најбољи европски резултати у 2013. години
Десет најбољих европских троскокаша у дворани 2013. године до почетка првенства (1. марта 2013), имале су следећи пласман на европској и светској ранг листи. (СРЛ)
| 1  | Маријан Опреа, Румунија              | 17,17 | 25. јануар  | 1. СРЛ  |
| 2  | Данијеле Греко, Италија              | 17,07 | 2. фебруар  | 2. СРЛ  |
| 3  | Руслан Самитов, Русија               | 17,06 | 13. фебруар | 3. СРЛ  |
| 4  | Димитриос Цијамис, Грчка             | 16,98 | 10. фебруар | 4. СРЛ  |
| 5  | Аролд Кореа Француска                | 16,94 | 16. фебруар | 6. СРЛ  |
| 6  | Gaëtan Saku Bafuanga Baya, Француска | 16,94 | 24. фебруар | 6. СРЛ  |
| 7  | Алексеј Фјодоров Русија              | 16,92 | 13. фебруар | 8. СРЛ  |
| 8  | Бенжамен Компаоре Француска          | 16,86 | 2. фебруар  | 11. СРЛ |
| 9  | Karl Taillepierre Француска          | 16,83 | 16. фебруар | 12. СРЛ |
| 10 | Фабијан Флорант Холандија            | 16,73 | 9. фебруар  | 13. СРЛ |

Такмичари чија су имена подебљана учествују на ЕП 2013.

## Сатница
| Датум         | Време | Коло          |
| ------------- | ----- | ------------- |
| 1. март 2013  | 11:40 | Квалификације |
| 2. март 2013. | 17:05 | Финале        |

## Освајачи медаља
|                         |                        |                          |
| Данијеле Греко, Италија | Руслан Самитов, Русија | Алексеј Фјодоров, Русија |

## Резултати

### Квалификације
Квалификациона норма за финале износила је 16,90 метара.(КВ). Норму су прескочио само један такмичар, а седморица су се квалификовале на основу резултата (кв).
| Место | Атлетичар          | Земља      | ЛР    | ЛРС   | #1    | #2    | #3    | Резул. | Бел. |
| ----- | ------------------ | ---------- | ----- | ----- | ----- | ----- | ----- | ------ | ---- |
| 1     | Данијеле Греко     | Италија    | 17,28 | 17,07 | 16,94 |       |       | 16,94  | КВ   |
| 2     | Алексеј Фјодоров   | Русија     | 17,05 | 16,92 | 16,47 | 16,82 | —     | 16,82  | кв   |
| 3     | Аролд Кореа        | Француска  | 16,94 | 16,94 | 15,71 | 16,76 | —     | 16,76  | кв   |
| 4     | Фабијан Флорант    | Холандија  | 16,75 | 16,73 | 16,44 | 16,69 |       | 16,69  | кв   |
| 5     | Виктор Кузњецов    | Украјина   | 16,92 | 16,74 | 16,68 | 16,35 | 16,43 | 16,68  | кв   |
| 6     | Руслан Самитов     | Русија     | 17,06 | 17,06 | 16,46 | 16,50 | 16,66 | 16,66  | кв   |
| 7     | Златозар Атанасов  | Бугарска   | 16,70 | 16,70 | х     | 15,92 | 16,66 | 16,66  | кв   |
| 8     | Карл Тејепјер      | Француска  | 17,12 | 16,83 | 16,11 | 15,40 | 16,62 | 16,62  | кв   |
| 9     | Георги Цонов       | Бугарска   | 16,12 | -     | 16,35 | 16,31 | 16,58 | 16,58  |      |
| 10    | Бенжамен Компаоре  | Француска  | 17,14 | 16,86 | 16,14 | 15,97 | 16,48 | 16,48  |      |
| 11    | Владимир Летников  | Молдавија  | 16,85 | 16,85 | х     | 16,41 | 16,46 | 16,46  |      |
| 12    | Винсенте Докаво    | Шпанија    | 16,61 | 16,60 | 16,46 | 16,38 | 13,62 | 16,46  |      |
| 13    | Алексеј Цапик      | Белорусија | 16,86 | 16,67 | 16,39 | 15,76 | 16,45 | 16,45  |      |
| 14    | Микеле Бони        | Италија    | 16,65 | 16,65 | 16,33 | 16,43 | 15,10 | 16,43  |      |
| 15    | Виктор Јастребов   | Украјина   | 17,25 | 16,61 | 16,12 | 16,37 | х     | 16,37  |      |
| 16    | Димитриос Цијамис  | Грчка      | 17,12 | 16,98 | 15,78 | 15,77 | 16,28 | 16,28  |      |
| 17    | Хосе Емилио Белидо | Шпанија    | 16,37 | 16,37 | 16,24 | х     | 15,72 | 16,24  |      |
| 18    | Јевген Семјененко  | Украјина   | 16,96 | 16,67 | 16,10 | 16,09 | 16,20 | 16,20  |      |
| 19    | Yochai Halevi      | Израел     | 16,60 | 16,14 | 15,60 | 15,70 | 16,19 | 16,19  |      |
| 20    | Лаша Торгвајдзе    | Грузија    | 16,28 | 16,28 | 15,35 | х     | х     | 15,35  |      |
| 21    | Даријус Аучина     | Литванија  | 16,11 | 15,75 | 15,27 | 15,06 | 15,17 | 15,27  |      |
| -     | Маријан Опреа      | Румунија   | 17,74 | 17,17 |       |       |       | НС     |      |

### Финале
Финале је одржано у 11:45.
| Место | Атлетичар         | Земља     | #1    | #2    | #3    | #4    | #5    | #6    | Резултат | Белешка |
| ----- | ----------------- | --------- | ----- | ----- | ----- | ----- | ----- | ----- | -------- | ------- |
|       | Данијеле Греко    | Италија   | 17,00 | х     | 17,15 | 17,70 | —     | х     | 17,70    | СРС     |
|       | Руслан Самитов    | Русија    | 16,51 | х     | 16,97 | х     | 17,30 | 17,03 | 17,30    | ЛР      |
|       | Алексеј Фјодоров  | Русија    | х     | 16,93 | 17,12 | 16,78 | 16,83 | 16,72 | 17,12    | ЛР      |
| 4     | Виктор Кузњецов   | Украјина  | 16,64 | 16,87 | х     | 16,53 | 17,02 | 16,58 | 17,02    | ЛР      |
| 5     | Аролд Кореа       | Француска | 16.64 | 16.78 | 16.92 | х     | 16.40 | 16.56 | 16.92    |         |
| 6     | Карл Тејепјер     | Француска | х     | 16,60 | х     | 16,16 | 16,43 | 16,72 | 16,72    |         |
| 7     | Златозар Атанасов | Бугарска  | 16.08 | х     | 16.57 | 16.48 | х     | 16.11 | 16.57    |         |
| 8     | Фабијан Флорант   | Холандија | 16,55 | 16,52 | 16,44 | х     | х     | 15,70 | 16,55    |         |